# Верв, Клаус де
Клаус де Верв (нидерл. Klaas van de Werve, фр. Claux de Werve; ок. 1380, Хаттем или Харлем, Нидерланды — 8 декабря 1439, Дижон, Франция) — нидерландский скульптор эпохи поздней готики.

## Жизнь и творчество
Клаус де Верв был племянником и учеником выдающегося нидерландского скульптора позднего Средневековья Клауса Слютера. С декабря 1396 года он работает в скульптурной мастерской своего дяди в Дижоне, Бургундия. В 1404 году де Верв занимает место Слютера при бургундском герцогском дворе, который служил там придворным скульптором (фр. valet de chambre). Одним из выдающихся произведений Клауса де Верва является  завершенная им в 1410 году гробница бургундского герцога Филиппа II Смелого, работа над которой была начата Клаусом Слютером. Стиль работ Клауса де Верва был во многом заимствован у его дяди. 
Среди других выдающихся произведений Клауса де Верва следует назвать «Марию с младенцем», изваянную им для женского монастыря в Полиньи в 1415—1417 годах (известняк в оправе и позолоте); скульптура ныне хранится в Нью-Йоркском Метрополитен-музее. Также в Метрополитен-музее находится статуя «Апостол Павел» (1420—1430 гг.), которую скульптор создал для капеллы якобинской церкви в Полиньи. После завершения работ над гробницей герцога Филиппа II де Верв получает заказ на возведение гробницы для герцога Жана Бесстрашного и его супруги, герцогини Маргариты Баварской, однако выполнить его не успел. 

## Галерея

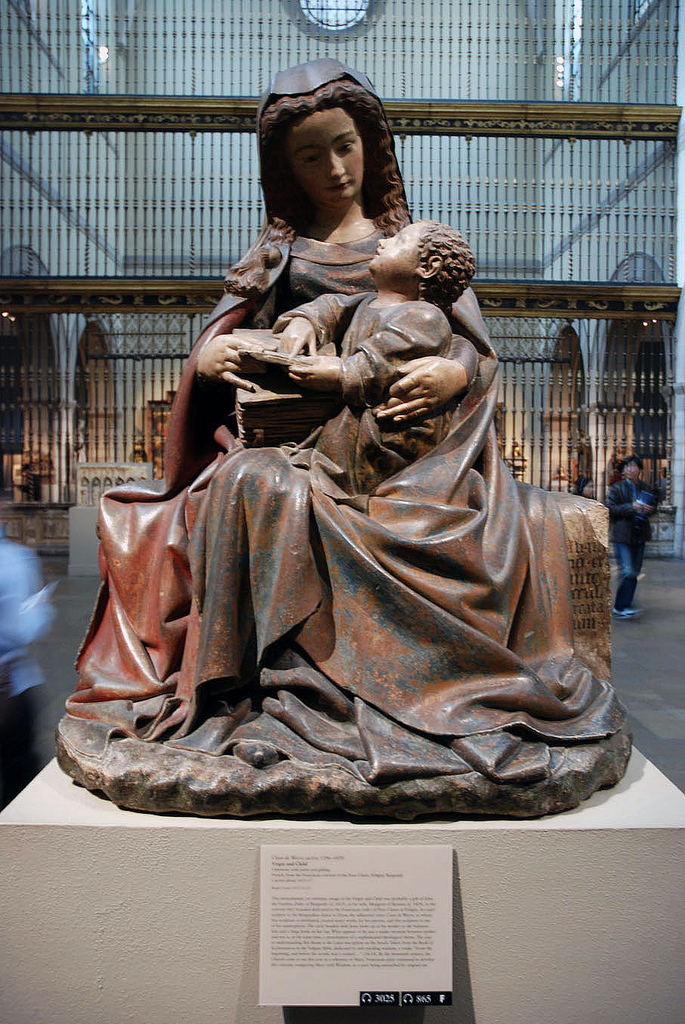
Мария с младенцем.
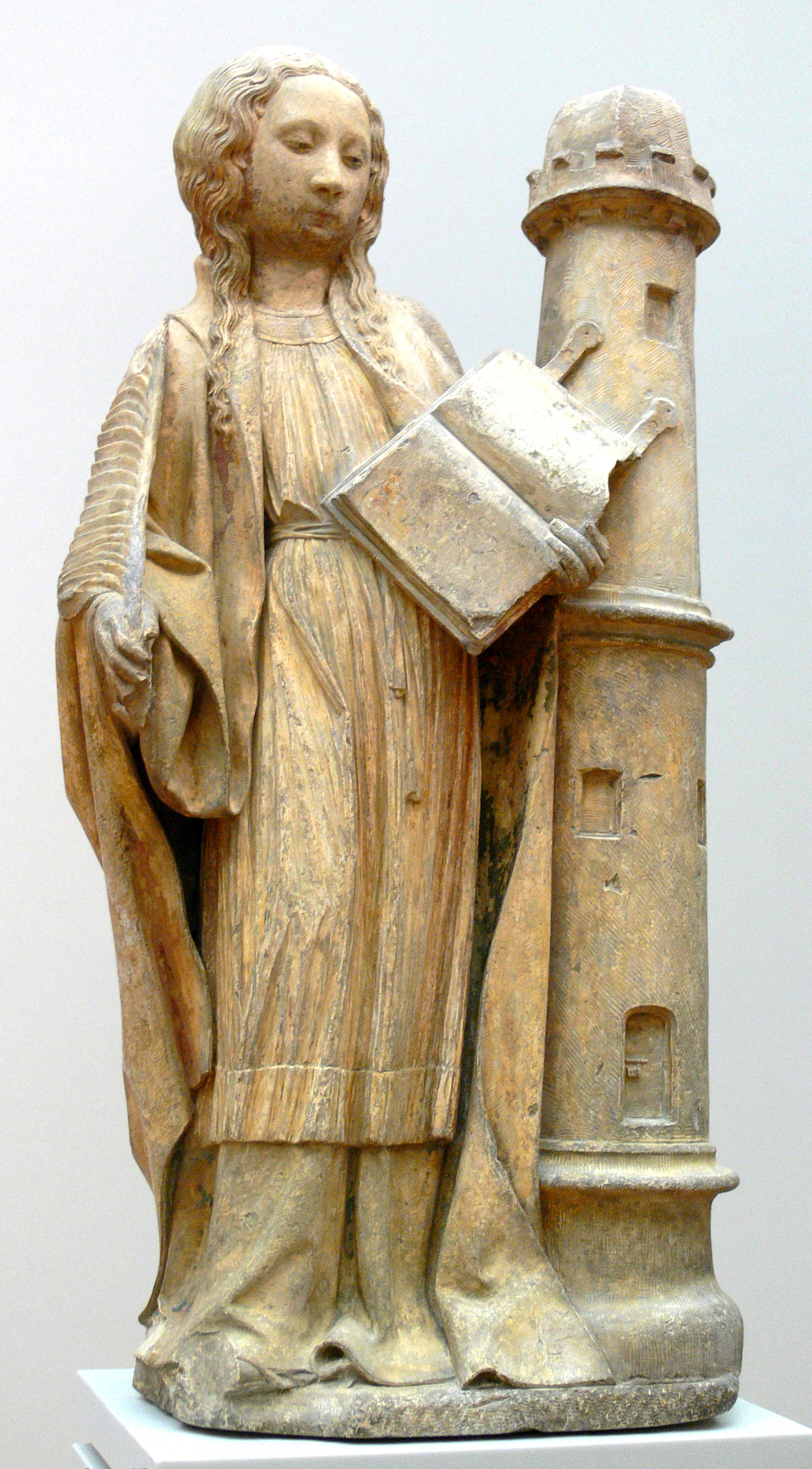
Святая Барбара.
Пётр.
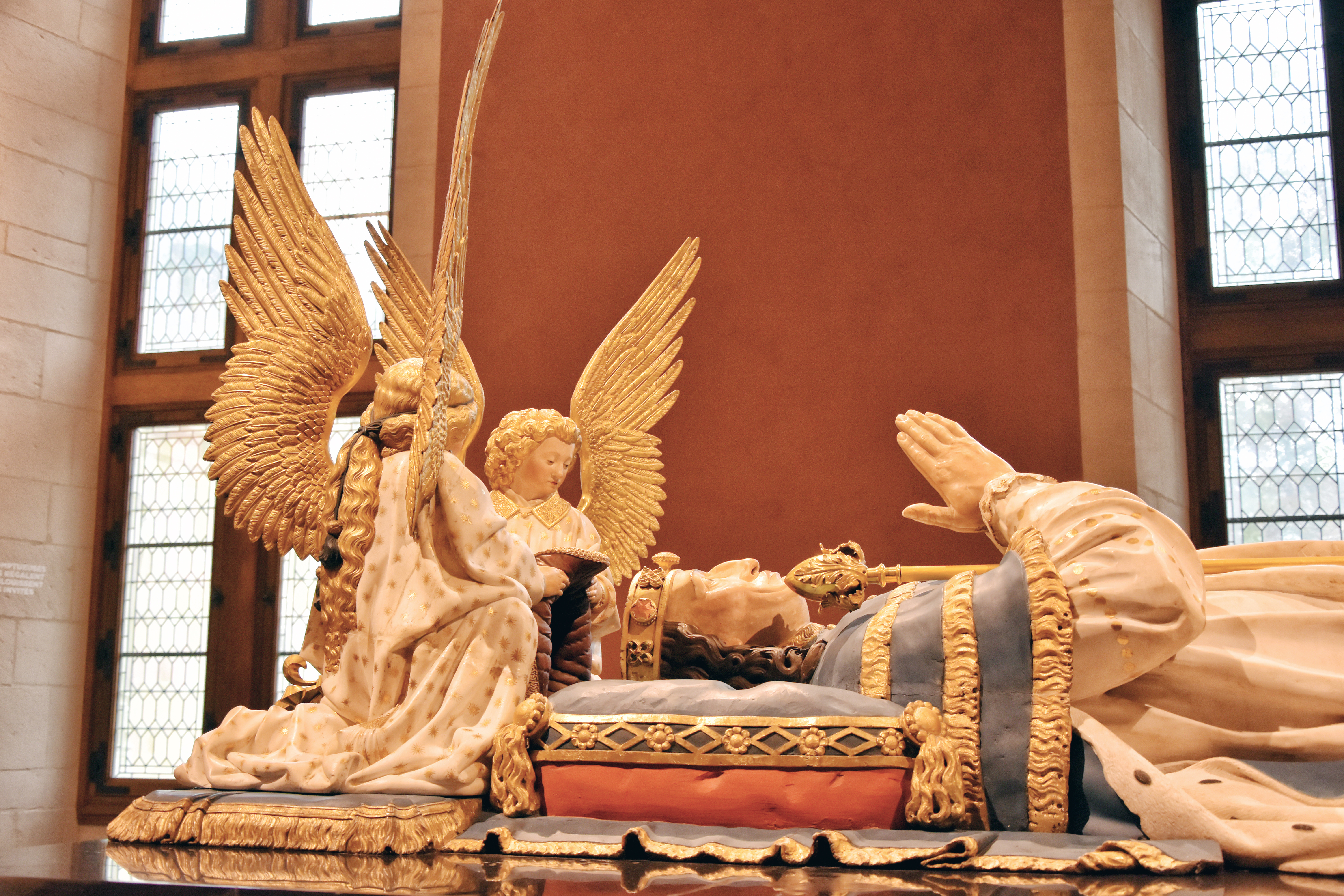
Гробница герцога Филиппа II Смелого, Дижон.
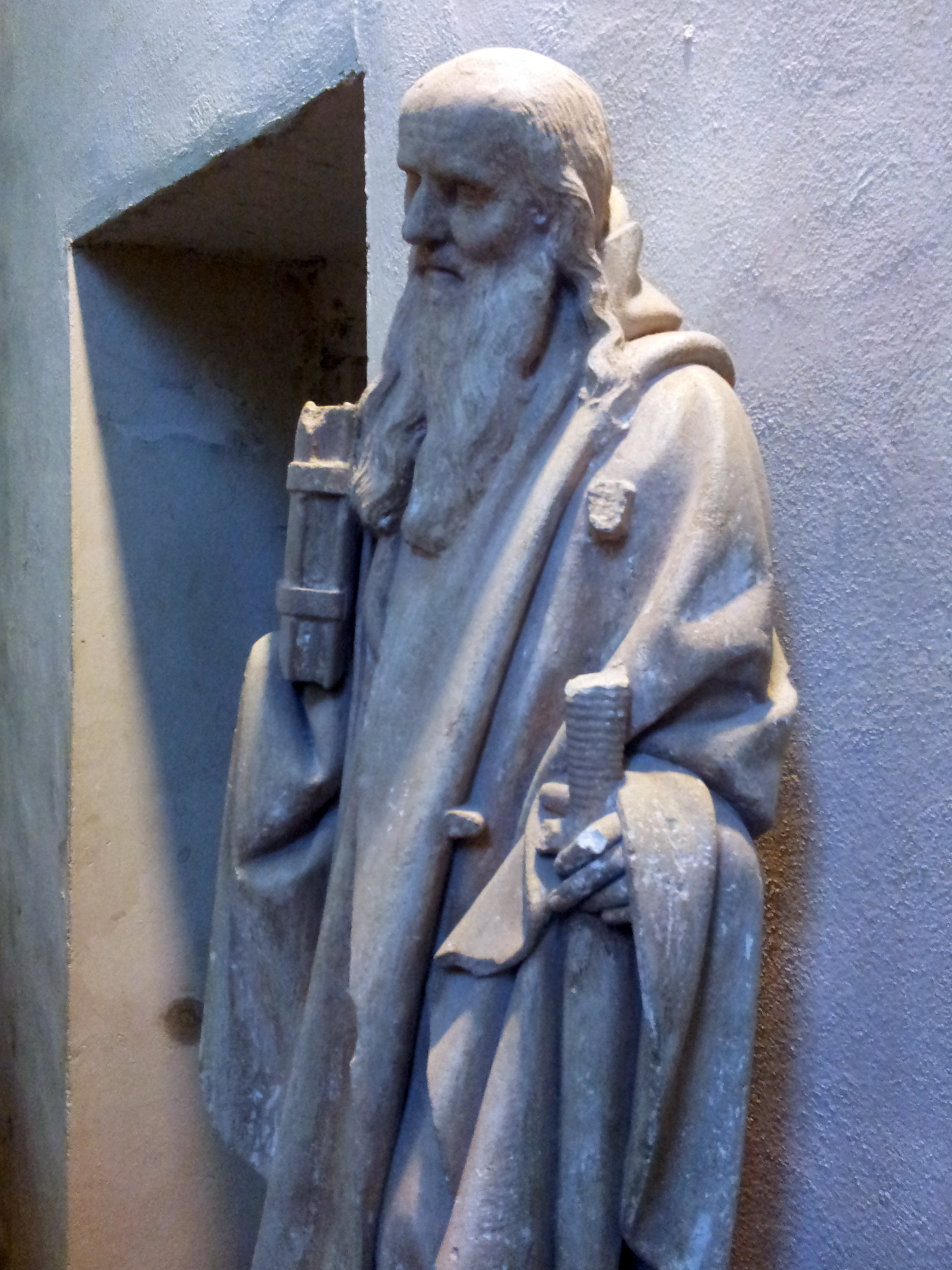
Святой Пётр.